# Distretto di Cotabambas
Il distretto di Cotabambas è un distretto del Perù nella provincia di Cotabambas (regione di Apurímac) con 4.166 abitanti al censimento 2007 dei quali 1.397 urbani e 2.769 rurali.
È stato istituito fin dall'indipendenza del Perù.